# فيليبا بالانتين
فيليبا بالانتين (بالإنجليزية: Philippa Ballantine)‏ (8 أغسطس 1971، ويلينغتون في نيوزيلندا)؛ كاتِبة وروائية نيوزيلندية.